# Молодёжный (Томский район)
Молодёжный — посёлок в Томском районе Томской области России. Находится в 30 км от г. Томска, входит в состав Малиновского сельского поселения.
На территории посёлка находится 12 панельных и кирпичных многоквартирных домов, общеобразовательная средняя школа на 500 человек, спортивный комплекс, детский сад, клуб, библиотека, газовая котельная.
Градообразующим предприятием для посёлка является птицефабрика «Томская».
| 2002  | 2008  | 2009  | 2010  | 2011  | 2012  | 2013  |
| ----- | ----- | ----- | ----- | ----- | ----- | ----- |
| 1606  | ↗1627 | ↘1623 | ↘1524 | ↗1528 | ↘1517 | ↘1506 |
| 2014  | 2015  | 2021  |       |       |       |       |
| ↘1473 | ↘1469 | ↘1393 |       |       |       |       |